# Aeroportul Witu
Aeroportul Witu (IATA: WIU, ICAO: WITU) este un aeroport din Papua Noua Guinee.
aeroportul dispune de o singură pistă.